# Psittirostre de Maui
Pseudonestor xanthophrys
Genre
Espèce
Statut de conservation UICN

 CR  : 
En danger critique
Le Psittirostre de Maui (Pseudonestor xanthophrys) est une espèce d'oiseau de la famille des Fringillidae.

## Systématique
Le nom scientifique complet (avec auteur) de ce taxon est Pseudonestor xanthophrys Rothschild, 1893.
Ce taxon porte en français le nom vernaculaire ou normalisé suivant : Psittirostre de Maui.